# Т'Чалла (Кіновсесвіт Marvel)
Т'Чалла (англ. T'Challa) — персонаж з медіафраншизи Кіновсесвіт Marvel (КВМ), заснований на однойменному персонажі Marvel Comics, широко відомий під псевдонімом і титулом Чорна пантера (англ. Black Panther).
Т'Чалла — син королівської родини, будучи принцом, він втрачає свого батька Т'Чаку на зборах щодо введення та ратифікації «Соковійської угоди». Пізніше, Т'Чалла в костюмі Чорної пантери намагається помститися підставленому Бакі Барнсу, однак дізнавшись, що батька Т'Чалли вбив Гельмут Земо, відмовляється від помсти та захоплює Земо. Після загибелі свого батька, Т'Чалла стає королем Ваканди, проте згодом з'являється його кузен Н'Джадака на прізвисько Кіллмонґер, чий батько був убитий Т'Чакою і бажає зайняти трон. У процесі битви між Т'Чаллою і Кіллмонґером, останній гине від рук Т'Чалли. Після цього Т'Чалла відкриває Ваканду світу. У 2018 році приймає пораненого Віжена, Ванду Максимову, Стіва Роджерса, Наташу Романову, Брюса Беннера і Джеймса Роудса у Ваканді та надає їм технології для вилучення Каменя Розуму з Віжена. Під час нападу на Ваканду, Т'Чалла захищає Віжена і Шурі від читуарі. У Ваканду прибуває Танос, проте Т'Чаллі не вдається його зупинити. Після Блиму, Т'Чалла зникає. Через 5 років, відновлений Т'Чалла приєднується до битви за Землю з альтернативною версією Таноса з 2014 року і його армією. Після перемоги, він присутній на похоронах Тоні Старка.
Роль Т'Чалли у КВМ виконав американський актор Чедвік Боузман. Вперше Т'Чалла з'являється у фільмі «Перший месник: Протистояння» (2016), пізніше стає головним героєм фільму «Чорна пантера» (2018), потім з'являється у фільмах «Месники: Війна нескінченності» (2018) і «Месники: Завершення» (2019). У зв'язку з раптовою смертю Чедвіка Боузмана в серпні 2020 року, Кевін Файґі заявив, що для фільму «Чорна пантера: Ваканда назавжди» не будуть шукати нового актора на роль і не будуть створювати цифрового двійника актора.
Альтернативні версії Т'Чалли з Мультивсесвіту з'являються в мультсеріалі «А що як...?» (2021) на Disney+, де Боузман востаннє виконує цю роль. У жовтні 2021 року стало відомо, що спіноф серіалу, присвячений варіанту Зоряного лицаря Т'Чаллі, знаходиться у виробничому пеклі через загибель Боузмана.

## Сприйняття
Перфоманс Боузмана в ролі Т'Чалли/Чорної пантери отримав не тільки визнання критиків і глядачів, але і став значущим, оскільки він став одним з перших супергероїв африканського походження, які отримали головну роль у великобюджетному фільмі. Після дебюту Т'Чалли у фільмі КВМ «Перший месник: Протистояння», Еліана Доктерман з «Time» описала значимість персонажа і написала, що він заінтригував глядачів у ролі другого плану. Два роки по тому Джаміль Сміт, також з «Time», написав, що персонаж Т'Чалли і фільм «Чорна пантера» в цілому були значущими, оскільки вони показали, «що означає бути чорним як в Америці, так і в Африці — і, в ширшому сенсі, у світі». Він описує Т'Чаллу як «вигаданого африканського короля, що володіє технологічною військовою потужністю, здатною знищити вас — або, що ще гірше, достатнім багатством, щоб купити вашу землю», і стверджує, що фільм «втілив найбільш продуктивні відповіді на расову нетерпимість», показавши потенціал меншин, особливо чорношкірих. Так само Тодд Маккарті з «The Hollywood Reporter» високо оцінив гру Боузмана, заявивши, що він «безумовно займає своє місце» серед сильних виступів інших акторів фільму.

## Нагороди та номінації
Нагороди та номінації, отримані Боузманом за виконання ролі Т'Чалли, включають:
| Рік  | Нагорода                        | Категорія                                                                  | Фільм                                                    | Результат | Прим.  |
| ---- | ------------------------------- | -------------------------------------------------------------------------- | -------------------------------------------------------- | --------- | ------ |
| 2016 | Teen Choice Awards              | Choice Movie: Хімія                                                        | «Перший месник: Протистояння»                            | Номінація | [ 12 ] |
| 2016 | Teen Choice Awards              | Choice Movie: Зірка екрана                                                 | «Перший месник: Протистояння»                            | Номінація | [ 12 ] |
| 2017 | NAACP Image Awards              | Найкращий актор другого плану                                              | «Перший месник: Протистояння»                            | Номінація | [ 13 ] |
| 2017 | Nickelodeon Kids' Choice Awards | #SQUAD                                                                     | «Перший месник: Протистояння»                            | Номінація | [ 14 ] |
| 2017 | «Сатурн»                        | Найкращий актор другого плану                                              | «Перший месник: Протистояння»                            | Номінація | [ 15 ] |
| 2018 | MTV Movie & TV Awards           | Найкращий перфоманс у кіно                                                 | «Чорна пантера»                                          | Перемога  | [ 16 ] |
| 2018 | MTV Movie & TV Awards           | Найкращий герой                                                            | «Чорна пантера»                                          | Перемога  | [ 16 ] |
| 2018 | MTV Movie & TV Awards           | Найкращий бій (Чорна пантера проти М'Баку)                                 | «Чорна пантера»                                          | Номінація | [ 16 ] |
| 2018 | MTV Movie & TV Awards           | Найкраща акторська команда (з Лупітою Ніонґо, Летишою Райт і Данай Ґуріра) | «Чорна пантера»                                          | Номінація | [ 16 ] |
| 2018 | BET Awards                      | Найкращий актор                                                            | «Чорна пантера»                                          | Перемога  | [ 17 ] |
| 2018 | «Сатурн»                        | Найкращий актор                                                            | «Чорна пантера»                                          | Номінація | [ 18 ] |
| 2018 | Teen Choice Awards              | Choice Movie: Актор науково-фантастичного фільму                           | «Чорна пантера»                                          | Номінація | [ 19 ] |
| 2018 | Teen Choice Awards              | Choice Movie: Поцілунок                                                    | «Чорна пантера»                                          | Номінація | [ 19 ] |
| 2018 | Teen Choice Awards              | Choice Movie: Корабель                                                     | «Чорна пантера»                                          | Перемога  | [ 19 ] |
| 2019 | Премія Гільдії киноакторів США  | Найкращий акторський склад в ігровому кіно                                 | «Чорна пантера»                                          | Перемога  | [ 20 ] |
| 2019 | Black Reel Awards               | Найкращий актор                                                            | «Чорна пантера»                                          | Номінація | [ 21 ] |
| 2019 | Nickelodeon Kids' Choice Awards | Найулюбленіший актор                                                       | «Чорна пантера»                                          | Номінація | [ 22 ] |
| 2019 | Nickelodeon Kids' Choice Awards | Найулюбленіший супергерой                                                  | «Чорна пантера»                                          | Номінація | [ 22 ] |
| 2019 | NAACP Image Awards              | Найкращий актор у кіно                                                     | «Чорна пантера»                                          | Перемога  | [ 23 ] |
| 2019 | BET Awards                      | Найкращий актор                                                            | «Месники: Війна нескінченності» та «Месники: Завершення» | Номінація | [ 24 ] |